# 笠松茂
笠松茂（日语：／ Kasamatsu Shigeru，1947年7月16日—），日本男子竞技体操运动员。他曾获得1972年夏季奥运会体操比赛男子团体全能金牌。他也在世界竞技体操锦标赛上收获六枚金牌和两枚银牌。